# Трипалладийванадий
Трипалладийванадий — бинарное неорганическое соединение
палладия и ванадия
с формулой Pd3V,
кристаллы.

## Получение
- Сплавление стехиометрических количеств чистых веществ:

{\displaystyle {\mathsf {3Pd+V\ {\xrightarrow {815^{o}C}}\ Pd_{3}V}}}

## Физические свойства
Трипалладийванадий образует кристаллы
тетрагональной сингонии,
пространственная группа I 4/mmm,
параметры ячейки a = 0,3847 нм, c = 0,7753 нм, Z = 2,
структура типа триалюминийтитана TiAl3
.
Соединение образуется в результате упорядочения твёрдого раствора конгруэнтно при температуре 815°C.